# پیکو آیر
پیکو آیر (تامیلی: சித்தார்த் பைக்கோ ராகவன் ஐயர்؛ زادهٔ ۱۱ فوریهٔ ۱۹۵۷) رمان‌نویس و انشانویس بریتانیایی با اصالت هندی است. او برای سفرنامه‌هایش شناخته می‌شود و تاکنون ۱۲ کتاب دربارهٔ نظم جهان نوشته است. آیر برای نشریاتی چون تایم، نیویورک تایمز، و هارپر مطلب می‌نویسد.
وی همچنین برندهٔ جوایزی همچون کمک‌هزینه گوگنهایم شده است.